# Барут
 Тази статия е за традиционния димен барут.  За съвременните барутни заместители вижте Бездимен барут.  
Барутът (от турски: barut) е най-старото известно взривно вещество и единственото познато до средата на XIX век. Обикновено представлява смес от сяра, дървени въглища и калиев нитрат, като сярата и дървените въглища действат като гориво, а калиевият нитрат – като окислител. Поради свойствата на горенето му и значителното количество отделяна топлина и газове, барутът е използван широко като метателен заряд в огнестрелните оръжия и като пиротехнически компонент във фойерверките.
Барутът може да се приготвя и без сяра, но тогава действието му е по-слабо. Сярата топейки се при горенето увеличава топлопредаването между частиците на механичната смес. При запалването на димен барут обикновено се наблюдава взривно горене, при което се отделя голямо количество горещи газове, съставени от въглероден диоксид, вода и азот, както и твърд остатък от калиев сулфид. Въпреки че наименованието „барут“ често се използва за всички прахообразни пропеланти, съвременните огнестрелни оръжия използват други смеси, наричани бездимни барути. Барутът все още намира приложение като забавител на горенето при специфични боеприпаси, където бавното му горене е предимство. Още преди 1990 сред любителите пиротехници в България са популярни смеси „миниум и бронз“ и „перманганат, сяра и бронз“ като първата е Pb3O4 + Al а втората KMnO4+S+Al отговарящи на барут т.е. механична смес от окислител и гориво за изработване на „пиратки“ т.е. увеселителни заряди/бомбички. Погрешно се счита че пукотът е детонация, всъщност е високоскоростно взривно горене.
Според преобладаващото мнение барутът е изобретен през IX век в Китай, като най-ранната известна записана формула за състава му се съдържа в „Удзин Джуняо“ – военна енциклопедия от времето на династията Сун (XI век). Откриването на барута довежда до създаването на фойерверките и на първите барутни оръжия в Китай. През следващите столетия барутни оръжия започват да се появяват и в ислямския свят, Европа и Индия. Първите сведения за барута на Запад се появяват в текстове на английския философ и алхимик от XIII век Роджър Бейкън.
Взривоподобното горене при барута протича сравнително бавно, с дефлаграция под скоростта на звука, поради което бризантността му е ниска. Скоростта на горене нараства при по-голямо налягане, така че барутът може да взриви затворени съдове, в които е поставен, но оставен на открито, просто гори. При огнестрелните оръжия запалването на барута зад куршума трябва да създаде достатъчно налягане, за да го изстреля, но не толкова, че да разруши цевта. По тази причина барутът е относително добър пропелант, но не е толкова подходящ за взривяването на скали или укрепления. Все пак той е широко използван за изстрелване на артилерийски снаряди и за взривяване в минното дело и строителството до втората половина на XIX век, когато се появяват първите бризантни взривни вещества.

## Състав и свойства
Класическият димен (черен) барут съдържа сяра, дървени въглища и калиев нитрат (калиева селитра). Процентното съдържание на съставките варира в широки граници, но най-често се използват съотношения:
- калиев нитрат: 73 – 75%
- дървени въглища: 13 – 15%
- сяра: 10 – 13%

Калиевият нитрат (KNO3), калиева селитра е бял прах, използва се още като минерален тор. Дървените въглища трябва да са от меко дърво (липа, бор, върба, лоза), горено при сравнително ниска температура. Сярата е жълто прахообразно вещество.
Безсерният барут съдържа 80% калиев нитрат и 20% дървени въглища. Клод-Луи Бертоле – откривателят на бертолетовата сол – прави опит да замени нитрата с калиев хлорат (бертолетова сол, KClO3), но всички опити са неуспешни: най-често завършват със спукано оръдие.
Наименованието „черен (димен) барут“ се появява в края на XIX век, за да разграничи традиционния барут от новопоявилите се бездимни и полубездимни барути. Полубездимните барути имат свойства, близки до тези на черния барут, но отделят значително по-малко дим и други продукти на изгарянето. Бездимните барути имат различни характеристики на горенето (промяна на налягането във времето) и могат да създават значително по-високо налягане, което ги прави неподходящи за по-стари оръжия, създадени за работа с черен барут. Цветът на бездимните барути варира от кафеникаво-сив през жълт до съвсем бял. Повечето полубездимни барути спират да се произвеждат през 20-те години на XX век.

## Технология на производство
За производството на най-мощните барутни прахове се използват дървени въглища, като най-доброто дърво за тази цел е върбата, но може да се използват също елша или зърнастец. Във Великобритания между XV и XIX век при производството на барут особено се ценят въглищата от вида зърнастец Rhamnus frangula, а в южните части на Съединените щати – от пирамидална топола.
Съставките на барута се смилат на малки части и се смесват възможно най-добре. Първоначално това се прави с хаван и пестик или подобна ударна мелница, направена от мед, бронз или друг материал, който не предизвиква искри. Впоследствие тези устройства са заменени от топкови мелници, отново изработени от бронз или олово за предотвратяване на искри. Използвани са също мелници с колело от мрамор или варовик, въртящо се върху варовиково легло, а по-късно и чугунено или покрито с желязо каменно колело върху желязно легло. По време на смилането сместа се овлажнява с алкохол или вода, за да се предотврати инцидентно запалване. Това помага и за прикрепването на силно разтворимия калиев нитрат по много неравната повърхност на зърната дървени въглища и намалява отделяния при смилането прах. Тази практика навлиза в Европа към края на XIV век. С масовизирането на производството на барут през XVIII век технологията става все по-зависима от източниците на механична енергия.
След смилането и смесването пастата от мокър барут се оформя на зърна и се изсушава. Първоначално оформянето става на ръка, но по-късно започват да прекарват пастата през предназначени за тази цел сита. Барутът на зърна се съхранява по-лесно, тъй като има по-малка специфична повърхнина и поема по-малко влага, а в същото време по-лесно се зарежда в оръжията и има по-голяма мощност от барута на прах. Черният барут е силно хигроскопичен, а използването му за измерване на концентрацията на алкохол е знака 50 proof на някои спиртни питиета, като измерването е чрез запалване на барута, напоен с алкохол. Черният барут не се запалва, ако концентрацията на алкохол е под 57,15% (обемни).
От началото на XIX век плътността на барута се увеличава още повече чрез статичен натиск. Мократа паста се поставя във винтова преса и обемът и се намалява до два пъти, като се получават плочи с твърдостта на шисти. Този процес е много чувствителен към влажността на въздуха, като получената плътност може да се различава до три пъти при равни други условия и промяна на влажността.
Получените при пресоването плочи се раздробяват отново с чук или валяк, а получените зърна се сортират в различни фракции с помощта на сита с различен размер на отворите. Понякога зърната се прекарват и през въртящ се барабан, като по този начин те се оглаждат, което увеличава трайността им. Неогладените зърна се оглаждат при транспортиране, при което се отделя фин прах, който променя начина на горене на крайния продукт.
Друго подобрение в технологията през XIX век е произвеждането на дървени въглища чрез дестилация на дървесината в нагрети железни съдове, вместо изгарянето ѝ в изкопани в земята ями. Този метод дава възможност за по-прецизно контролиране на температурата, която оказва влияние върху мощността и консистенцията на получения от въглищата барут. През 1863 г., в отговор на нарасналите цени на внасяния от Индия калиев нитрат, американската компания „Дюпон“ създава технология за производството на тази сол от изобилния чилийски натриев нитрат и добивания в много части от света калиев хлорид.

## История
Първите огнестрелни оръжия използват различни модификации черен барут. Качеството му е различно и отговаря на приетата технология за производство и на вложените материали. Черният барут е познат още в древността като силно избухлива смес; намира приложение във военното дело. Начинът за придобиването, материалите, съотношението и технологията се пазят от производителите в дълбока тайна. Така рецептата за производство на барут се появява, загубва и преоткрива няколко пъти през вековете. Има достатъчно достоверни сведения, че в Древния Египет, Китай, а по-късно – във Византия и в европейските страни барутът е познат, използван и съхраняван като най-важна държавна тайна. Достигането до производство на качествен барут става след дълги и опасни опити на производителите. Търсят се технологии, които да подобрят количеството и качеството. Производителите на оръжия и военните поставяли изисквания за повишаване силата на барута, използван при огнестрелните оръжия, и по-слабото въздействие върху него на влагата, високата и ниската температура. За постигане на по-висока плътност на огъня, военните искат равномерност и еднаква сила на произвежданите изстрели. Лошото качество, влиянието на климата и други фактори, съчетано със слабите балистични качества на по-ранните стрелкови системи, допълнително намаляват ефективността на стрелбата. Особено силно влияе влагата на корабната артилерия. Продължителното въздействие на влагата в морето отслабва силата на барута и допълнително влияе върху точността изстрелите.
Черният барут представлява смес на селитра, сяра и дървени въглища в определено съотношение. Преди всеки производител използва различно съотношение на съставките и различна технология на смесване на изходните продукти. При недобро производство и съхраняване барутът допълнително отслабва и се разваля. След появата на капсулното оръжие в началото на XIX век и развитието на новите технологии в металообработването става очевидна необходимостта от качествено нови и по-мощни барутни смеси. Освен за изстрелване на по-големи разстояния барутът започнал да се използва като взривна смес в снарядите. Така възниква нуждата от много по-мощни заряди с малко относително тегло. Използваният дотогава черен барут не е достатъчно силен за изискванията на съвременната война.
Търсенето на нови, по-мощни взривни смеси кара европейски и световни учени – химици и инженери – да търсят начини за повишаване качеството на вече използваните барути. Тръгва се по пътя на заменяне или добавяне на компоненти в традиционните барутни смеси или създаването на изцяло нови химични съединения с желаните свойства. Първите успехи са постигнати още в средата на XIX век, но официално нов вид барут се въвежда в производство и употреба чак през 1884 г. във Франция. Той получава по-късно твърде общото наименование „бездимен барут“ за разлика от известния черен, или димен, барут. За кратко време европейските държави усвояват производството и употребата на бездимни барути. Оръжейните фирми веднага отговарят с произвеждане на нови системи огнестрелни оръжия, пригодени за използването на няколко пъти по-мощния барут. В последните години на XIX и началото на XX век се появяват много разновидности на бездимния барут, които се различават по своите качества и възможности за употреба. Те вече се правят с различни характеристики за различни стрелкови системи. Развитието на химията, физиката, механиката, термодинамиката и други дисциплини дава силен тласък на тази сфера на човешката дейност. Но както всяко откритие, и тяхното производство било дълъг и труден процес, свързан с решаването на многобройни проблеми от технологичен, суровинен и субективен характер.
През 1845 г. немско-швейцарският химик Шьонбайн (Schönbein) открива съединението пироксилин. То представлява нитрирана целулоза със съдържание на азот от 12,2% до 13,5%. Пироксилинът гори много бързо, детонира при удар и при взрив на капсул-детонатор. Новото вещество обаче бързо се разлага под влияние на влагата. През следващата 1846 г. във Франция, а от 1853 г. – и в Австрия, започват да се правят многобройни опити за военната употреба на пироксилина. Първоначално в ръчното огнестрелно оръжие, а по-късно – и в артилерийските системи. През 1864 г. тези опити са прекратени поради нетрайността на пироксилина. Конструкторите не успяват да се справят с въздействието на влагата. Английският химик Абел през 1865 г. предлага подобрение на технологията за производство на пироксилин, като го раздробява на много ситни частици. Но проблемът остава. До 1884 г. нито един от известните пироксилинови бездимни барути не е използван за военни цели поради изтъкнатите недостатъци. След 1870 г. в Прусия, Франция и Англия се разпространяват ловни бездимни барути, които са посрещнати много добре от ловците. В състава им присъства известен процент селитра. Най-голяма популярност придобива т.нар. „дървесен барут“ на французина Шулуа, предложен на пазара през 1868 г.
Научните търсения получават нов тласък след откриването на пикриновата киселина (тринитрофенол) и нейните соли, наречени пикрати. Пръв предлага пикратен барут французинът Дезиньол през 1868 г. Този вид барут представлява смес от калиев пикрат, калиева селитра и въглен. През 1869 г. друг френски химик – Брюнер – предлага нов пикратен барут, съдържащ 57% амониев пикрат и 43% калиева селитра. При извършените паралелно опити в Англия и Франция се получават много добри резултати. През 1884 г. барутът на Брюнер под названието „зелен барут, марка V“ е предложен за военни изпитания на патроните на конструираната френска пехотна пушка „Лебел“.
В началото на XX век вече се произвеждат няколко вида пикратни бездимни барути. За да не се разкрие тайната на химичния състав, французите слагат на своя барут друго име: той добива известност като мелинит. Мощността му е доста по-голяма от мощността на известните дотогава барути и той веднага предизвиква сензация във военните щабове. Но скоро става ясно, че при употреба мелинитът е много неустойчиво съединение и снарядите, напълнени с него, се взривяват спонтанно. Това кара военните да го изоставят за известно време, въпреки голямата му разрушителна сила. След Руско-японската война мелинитът все пак е въведен в употреба във Франция и Русия. Той се произвежда и в Англия под името „лидит“, а в Германия е известен като „с/88“. Поради опасната му чувствителност в мирно време с него не се зареждали боеприпаси. През 1903 г. в Главното артилерийско управление на Русия от агентурни източници е получена информация, която тревожи сериозно руските генерали. Става дума за количеството и вида на зарядите, които японците започват да въвеждат масово в артилерийските системи.
Японските гранати за полевите 75 mm оръдия съдържат два фунта от ново, непознато дотогава мощно взривно вещество. Същото вещество се подготвя за въвеждане и в корабната артилерия. Наречено е на откривателя си – японския офицер от кавалерията и химик Шимосе Масатика. Става популярно като японски барут или шимоза. През Руско-японската война (1903 – 1905 г.) шимозата, използвана в морските артилерийски системи на японците, придобива зловеща слава. В сравнение със старите барутни смеси тя нанасяла страшни поражения, особено на хората: получават се големи и дълбоки изгаряния, които трудно зарастват.
По-късно става ясно, че химическото съединение всъщност е вече познатият тринитрофенол, или както става известен с промишленото си наименование – пикринова киселина. Тринитрофенолът представлява кристално вещество със светложълт цвят. Получава се при нитриране на фенол със смес от азотна и сярна киселина. Той е доста по-чувствителен от тротила при удар и триене. Скоростта на детонация е доста висока – 7,1 km/s, при плътност 1,6 g/cm³, като се отделят над 1050 kcal/kg. Освен тези прекрасни качества обаче има един съществен недостатък, който затруднява изключително много използването му като взривно вещество в снарядите: в присъствие на влага пикриновата киселина бързо взаимодейства с металите и техните окиси и образува соли – така наречените пикрати. Металните пикрати са много чувствителни на удар и триене и не могат да се използват за военни цели. Единствено оловото и окисите му не влизат в опасни съединения с нея. По-малко чувствителни са пикратите на натрия и амоняка; последният е използван за боеприпас. През 1902 г. испанският адмирал Мендоса предлага на японците формулата и технологията на производство на мелинита. Шимозата обаче освен мелинит съдържа и известна част магнезий и други добавки. Така температурата на горене се повишава чувствително. Това всъщност е откритието на японския изобретател.
Въпреки всичко японците започват да използват пикриновата киселина като взривно вещество в своите морски и сухопътни артилерийски системи и благодарение на него във войната имат значително превъзходство над руснаците. Особено ефективна е шимозата при попадения в дървените и по-слабо бронирани корпуси на руските бойни кораби. Руските корабни оръдия стрелят с барута, наречен „пироколодий“, изобретен от Дмитрий Менделеев през 1891 г. Пироколодият издържа дълго време на влагата в морето. Скоростта на детонация при пироколодия е почти същата като при шимозата – 7 km/s, но в руските снаряди количеството взривно вещество е около 4 – 5 пъти по-малко. За сравнение в 305 mm снаряд руснаците имат 9 – 12,4 кг пироколодий, а японците 48,5 кг шимоза.
Всъщност японецът Шимозе успява да открие, че мелинитът образува чувствителни пикрати с желязото и другите метали и тогава самоволно се взривява. Досеща се, че е необходимо да се изолира по някакъв начин допирът на мелинита до стените на снаряда. След многобройни опити се приема технология за производство, при която мелинитът се напълва в многослойна парафинова хартия, отгоре се завива в оловно фолио и в още един пласт парафинова хартия. Така получения фишек се пъха в снаряда. Имало е проблем с взривателите, но и той в бил преодолян. Допълнителното внасяне на магнезий в сместа прави зарядите нестабилни и в битката при Цусима две от оръдията на японците се взривяват при изстрел. Такива самоволни взривявания има и в артилерията на сухопътните войски, но те се възприемат като необходимо зло. Последвалата война потвърждава, че усилията на японските конструктори и военни не са напразни. Така шимозата се остава със зловеща слава в историята на взривните вещества.
Всички опити да се разкрие тайната на японците остават безплодни дълго време. При опити с мелинит и при самоволни взривявания загиват няколко военни специалисти. Чак към края на 1905 г. на руския химик Радултовски се удава да разкрие химическия състав и технологията на използване на шимозата след серия от крайно опасни изследвания на невзривени японски снаряди и многобройни опити с мелинит. Въз основа на проучванията му руснаците дори пускат една серия снаряди с мелинит, които дават много добри резултати. Но войната вече е свършила с огромни загуби за Русия и ефектът от тези усилия е нищожен. Остава да се чака нова война, за да се изпробва мелинитът в бойни условия.
В края на 1884 г., в Централната химическа лаборатория в Париж, инженер Вийел предлага нов метод за производство на пироксилинов барут. За това откритие Френската академия на науките му присъжда огромната за времето си премия от 50000 франка. С този барут се намалява с 2/3 теглото на заряда при запазване на балистичните качества. Началната скорост се увеличава с над 100 m/s. През следващата година новият барут на Вийел е окончателно приет от военните за пълнене на патроните на пушката Лебел.
Англичаните оспорват първенството за откриването на пироксилиновия барут. Те твърдят, че английските химици Рейд и Джонсън през 1882 г. са патентовали пироксилинов селитрен барут, но той съществено се различава от френския по технология и качества. Всъщност терминът „бездимни барути“ се появява вторично, след въвеждането им в употреба. Но това ново качество се харесва много на военните, особено при употребата в артилерията. Така позициите на оръдията не се разкриват още при първите изстрели и те могат да стрелят дълго време. Съчетани с другите качества, бездимните барути решително и окончателно изместват старите димни барутни смеси.
Нова решителна крачка в изобретяването на качествени бездимни барути внасят откритията на шведския химик Алфред Нобел. Той патентова своето изобретение – пироксилино-нитроглицеринов барут. Случайно прави и друго важно откритие, променило изцяло както живота му, така и масовото безопасно използване на взривни вещества. По време на изследванията си Нобел често работи с изключително опасното взривно вещество нитроглицерин. То представлява прозрачна течност, която при леко разклащане самоволно се взривява и има огромна мощност. При един опит Нобел, без да иска, разлива нитроглицерин на работната си маса. Той не се взривява, но трябва по някакъв начин да се обезвреди. Нобел попива нитроглицерина с инфузорна пръст, каквато случайно има под ръка в лабораторията. Така се стига до получаването на ново взривно вещество с непозната дотогава мощност, добило известност с името „динамит“. За разлика от нитроглицерина, динамитът може да се обработва спокойно и е много непретенциозен към удари и запалване. Той се взривява само с помощта на капсулдетонатор. Това го прави най-желаното от военните взривно вещество. Освен добър химик Нобел се оказва и добър организатор, производител и бизнесмен. За кратко време успява да стане безспорен лидер в производството на взривни вещества. Натрупва колосални богатства по време на Първата световна война. Завещава парите си на шведското правителство, за да раздава ежегодни премии за високи достижения в науката и техниката. Специална Нобелова награда се присъжда на изявени борци за мир.
Така в началото на XX век се оформят три вида бездимни барути, различни по състав, технология на производство и динамични качества.
- I вид: Различни видове пироксилинови смеси. Такива са френския барут марка В(blanc), белгийския, руския и някои германски барути.
- II вид: Барути, получени от смес на нитроглицерин и пироксилин. Към този вид спадат барутът на Нобел, германският барут „Балистит“, италианският „Филит“, английският „кордит“ и някои австрийски и американски производства.
- III вид: Барути, получени при смес от пироксилин и нитропроизводни на ароматните въглеводороди. Такъв е американският барут „индурит“, изобретен от професор Мънрой, германският „пластаменит“, създаден от инженер Гутлер и някои други производства.

Освен бездимните барути съществува и още един вид барути, известни като „малкодимни“. При тях част от изгорелите газове произвеждат дим. Такъв е споменатият вече барут на Брюно. За конструираните малокалибрени пушки – калибър 6,5 и по-малки калибри – са правени експерименти с германския барут „пластаменит“ и са пуснати малки серии патрони за тях.